# Gunung Simpang Sapi
Gunung Simpang Sapi är ett berg i Indonesien.   Det ligger i provinsen Aceh, i den västra delen av landet, 1 600 km nordväst om huvudstaden Jakarta. Toppen på Gunung Simpang Sapi är 1 795 meter över havet, eller 96 meter över den omgivande terrängen. Bredden vid basen är 0,98 km.
Terrängen runt Gunung Simpang Sapi är bergig söderut, men norrut är den kuperad. Runt Gunung Simpang Sapi är det ganska glesbefolkat, med 28 invånare per kvadratkilometer. I omgivningarna runt Gunung Simpang Sapi växer i huvudsak städsegrön lövskog.